# Giovanni Gonzaga (marchese di Luzzara)
Giovanni Gonzaga (Luzzara, 4 luglio 1721 – Mantova, 3 aprile 1794) è stato l'ottavo marchese e ultimo esponente del ramo dei Gonzaga di Luzzara.

## Biografia

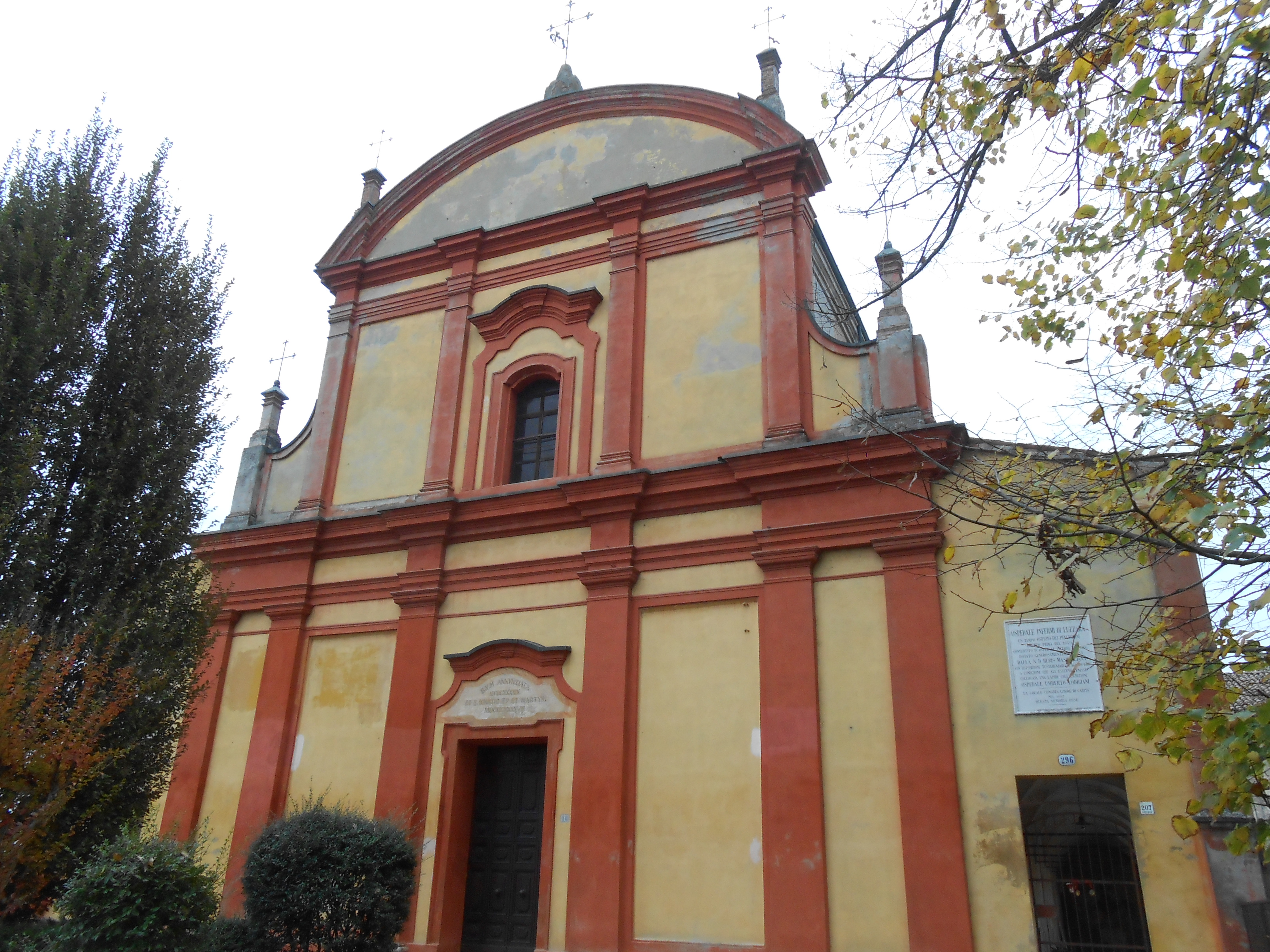
Luzzara,
Chiesa ed ex convento degli Agostiniani.

Giovanni era il secondogenito di Luigi II Gonzaga (1679-1738), sesto marchese di Luzzara, e di Carlotta di Chioseul, figlia di Charles Henri de Choiseul, signore d'Isches. Visse gran parte della sua vita a Mantova nel palazzo di Famiglia.
Sposò nel 1766 Teresa Anguissola, (1745-1819) figlia di Gaetano Anguissola conte di Vigolzone e della marchesa Anna Maria Mansi.
La linea diretta della famiglia in realtà doveva proseguire con il fratello maggiore Basilio (1711-1782), VII marchese di Luzzara, ma non avendo questi avuto figli maschi che sopravvissero a lui, alla sua morte, la linea di discendenza passò a Giovanni.
Alla sua morte, avvenuta a Mantova nel 1794, non avendo figli maschi, fu l'ultimo Gonzaga ad avere il titolo di signore di Luzzara.
Giovanni fu sepolto a Luzzara nella chiesa del convento degli Agostiniani nel sepolcro di famiglia.

## Discendenza
Giovanni e Teresa ebbero 4 figli, dei quali solo due sopravvissero:
- Carlotta (1767-1823), sposò nel 1785 Massimiliano VI Giuseppe Stampa (1769-1818), X marchese di Soncino;
- Luigia (1768-1818), sposò nel 1787 Stefano Sanvitale, conte di Fontanellato;

## Ascendenza
|                                             |                                     |                                                                    | Genitori                                                        |  |  | Nonni |  |  | Bisnonni                             |  |  | Trisnonni                               |  |
|                                             |                                     |                                                                    |                                                                 |  |  |       |  |  | Luigi I Gonzaga, marchese di Luzzara |  |  | Federico I Gonzaga, marchese di Luzzara |  |
|                                             |                                     |                                                                    |                                                                 |  |  |       |  |  | Luigi I Gonzaga, marchese di Luzzara |  |  | Federico I Gonzaga, marchese di Luzzara |  |
|                                             |                                     | Elisabetta Gonzaga di Poviglio                                     |                                                                 |  |  |       |  |  | Luigi I Gonzaga, marchese di Luzzara |  |  |                                         |  |
| Federico II Gonzaga, marchese di Luzzara    |                                     |                                                                    |                                                                 |  |  |       |  |  | Luigi I Gonzaga, marchese di Luzzara |  |  |                                         |  |
|                                             |                                     | Elena Gonzaga                                                      | Pirro Maria Gonzaga                                             |  |  |       |  |  |                                      |  |  |                                         |  |
|                                             |                                     | Elena Gonzaga                                                      | Pirro Maria Gonzaga                                             |  |  |       |  |  |                                      |  |  |                                         |  |
|                                             |                                     | Elena Gonzaga                                                      | Francesca Gonzaga di Palazzolo                                  |  |  |       |  |  |                                      |  |  |                                         |  |
| Luigi II Gonzaga, marchese di Luzzara       |                                     | Elena Gonzaga                                                      |                                                                 |  |  |       |  |  |                                      |  |  |                                         |  |
|                                             |                                     | Ferdinando I Gonzaga, principe di Castiglione e marchese di Medole | Francesco Gonzaga, principe di Castiglione e marchese di Medole |  |  |       |  |  |                                      |  |  |                                         |  |
|                                             |                                     | Ferdinando I Gonzaga, principe di Castiglione e marchese di Medole | Francesco Gonzaga, principe di Castiglione e marchese di Medole |  |  |       |  |  |                                      |  |  |                                         |  |
|                                             |                                     | Ferdinando I Gonzaga, principe di Castiglione e marchese di Medole | Bibiana von Pernstein                                           |  |  |       |  |  |                                      |  |  |                                         |  |
| Luigia Ludovica Gonzaga                     |                                     | Ferdinando I Gonzaga, principe di Castiglione e marchese di Medole |                                                                 |  |  |       |  |  |                                      |  |  |                                         |  |
|                                             |                                     | Olimpia Sforza Visconti                                            | Giovanni Paolo II Sforza, marchese di Caravaggio                |  |  |       |  |  |                                      |  |  |                                         |  |
|                                             |                                     | Olimpia Sforza Visconti                                            | Giovanni Paolo II Sforza, marchese di Caravaggio                |  |  |       |  |  |                                      |  |  |                                         |  |
|                                             |                                     | Olimpia Sforza Visconti                                            | Maria Aldobrandini                                              |  |  |       |  |  |                                      |  |  |                                         |  |
| Giovanni Gonzaga, marchese di Luzzara       |                                     | Olimpia Sforza Visconti                                            |                                                                 |  |  |       |  |  |                                      |  |  |                                         |  |
|                                             | Henri de Choiseul, signore d'Isches | Antoine III de Choiseul, signore d'Isches                          |                                                                 |  |  |       |  |  |                                      |  |  |                                         |  |
|                                             | Henri de Choiseul, signore d'Isches | Antoine III de Choiseul, signore d'Isches                          |                                                                 |  |  |       |  |  |                                      |  |  |                                         |  |
|                                             | Henri de Choiseul, signore d'Isches | …                                                                  |                                                                 |  |  |       |  |  |                                      |  |  |                                         |  |
| Charles Henri de Choiseul, signore d'Isches | Henri de Choiseul, signore d'Isches |                                                                    |                                                                 |  |  |       |  |  |                                      |  |  |                                         |  |
|                                             |                                     | …                                                                  | …                                                               |  |  |       |  |  |                                      |  |  |                                         |  |
|                                             |                                     | …                                                                  | …                                                               |  |  |       |  |  |                                      |  |  |                                         |  |
|                                             |                                     | …                                                                  | …                                                               |  |  |       |  |  |                                      |  |  |                                         |  |
| Charlotte Elisabeth de Choiseul             |                                     | …                                                                  |                                                                 |  |  |       |  |  |                                      |  |  |                                         |  |
|                                             |                                     | …                                                                  | …                                                               |  |  |       |  |  |                                      |  |  |                                         |  |
|                                             |                                     | …                                                                  | …                                                               |  |  |       |  |  |                                      |  |  |                                         |  |
|                                             |                                     | …                                                                  | …                                                               |  |  |       |  |  |                                      |  |  |                                         |  |
| Marie Charlotte Bruneau de la Rabastiere    |                                     | …                                                                  |                                                                 |  |  |       |  |  |                                      |  |  |                                         |  |
|                                             |                                     | …                                                                  | …                                                               |  |  |       |  |  |                                      |  |  |                                         |  |
|                                             |                                     | …                                                                  | …                                                               |  |  |       |  |  |                                      |  |  |                                         |  |
|                                             |                                     | …                                                                  | …                                                               |  |  |       |  |  |                                      |  |  |                                         |  |
|                                             |                                     | …                                                                  |                                                                 |  |  |       |  |  |                                      |  |  |                                         |  |